# Monomorium
Monomorium é um género de insecto da família Formicidae.
Este género contém as seguintes espécies:
- Monomorium effractor
- Monomorium hospitum
- Monomorium inquilinum
- Monomorium noualhieri
- Monomorium pergandei
- Monomorium talbotae
- Monomorium santschi
- Monomorium pharaonis
- Monomorium antarcticum
- Monomorium fieldi
- Monomorium smithi
- Monomorium florícola